# Tot′ma
Tot′ma (ros. То́тьма) – miasto w Rosji, nad Suchoną, w obwodzie wołogodzkim, siedziba rejonu totiemskiego; ok. 10 500 mieszk. (2006).

W Tot′mie urodził się German Sołowiecki i Antoni Wiwulski (1877).